# فرودگاه ایالت رومئو
فرودگاه ایالت رومئو (به انگلیسی: Romeo State Airport) یک فرودگاه همگانی است که یک باند فرود آسفالت دارد و طول باند آن ۱۲۱۹ متر است. این فرودگاه در کشور ایالات متحده آمریکا قرار دارد و در ارتفاع ۲۲۵ متری از سطح دریا واقع شده است.